# 陳謹 (賓州)
陳謹（？—1657年10月27日（永曆十一年九月辛酉）），字白嶽，廣西柳州府賓州人，明朝、南明政治人物。

## 生平
陳謹是崇禎十三年（1640年）獲賜特用出身，任霑益知州，廣州海防同知、知府，僉事及職方郎中。清朝軍隊攻陷南寧，他計劃起兵但被揭發，被擒後逃脫；不久再次起兵收復永淳、橫州、欽州、靈山，升任兵部右侍郎。
永曆五年（1651年），朝廷任命他以尚書職務在廣西督師，與胡一清、趙應選守衛崑崙關；二人戰事失利，陳謹責罵他們，又上請到賓州，未得准許，只讓他們退後五十里等待。胡一清等人邀請他一同退後，他說：「喪師辱國，巖關失守，督師者應該死，不敢像你們那樣成為逃亡之臣。」同時用刀自刎，但不成功。胡一清大驚，獨自前往探視，用藥綫縫喉，二天後才甦醒。他被抬到南寧，見到永曆帝頓首感謝；皇帝輟食下旨安慰，並賜予藥物。傷癒後，朝廷命令陳謹聯絡二十四土司，他迅速前往，到達土司，他和當地酋長歡暢飲酒，激發他們的忠義。清兵突然攻到，永曆帝倉卒逃到安龍，陳謹趕不上，隱居在遷隆十萬山中，教授兒童《論語》、《孝經》。後來李定國領兵來到，數次招攬，他出來對李定國行長揖禮，令其憤怒。他說：「《大明會典》中，大臣沒有拜二字王的禮儀。」李定國承認錯誤，因此請他監軍，他不答允。
陳謹正直高潔，抱持正氣大義，幾次上奏孫可望的謀反意向，孫可望想殺死他但沒下文。永曆十一年（1657年）秋天他在山中窮餓而死，永曆帝想召見他已趕不及。賀九儀請求為其撫卹，詔令未下達滇京已然失陷。

## 引用
1. 1 2  錢海岳《南明史·卷四·本紀第四》：（永曆十一年九月）辛酉，……大學士范鑛、尚書陳謹卒。
2. 1 2  錢海岳《南明史·卷六十·列傳第三十六》：陳謹，字白嶽，賓州人。崇禎十三年特用，授南康知縣，明允決獄如神，罷徭役，去火耗，健訟猾蠹皆斂跡，又立諸生月課，建西流隄，積穀備荒，民歌誦之。歷霑益知州，廣州海防同知、知府，僉事、職方郎中。清兵陷南寧，謀起兵。事露，被執得脫。再起兵復永淳、橫州、欽州、靈山，擢兵部右侍郎。
3. ↑  錢海岳《南明史·卷六十·列傳第三十六》：永曆五年，以尚書督師廣西，與胡一清、趙應選守崑崙關。二人戰失利，痛責之。請至賓州，不許，退五十里以待。數騎邀行，曰：「喪師辱國，失守巖關，督師當死，不敢與若為逋臣也。」刀刎不殊。一清大驚，單騎往視，以藥綫縫喉，二日而甦。輿至南寧，見上頓首謝。上輟食，溫旨慰之，並賜良藥。比創愈，命聯絡二十四土司，力疾就道。至土司中，與酋歡飲，激以忠義。清兵突至，駕倉卒幸安龍，追扈不及，隱遷隆十萬山中，以論語、孝經授童子。李定國兵至，數招之，出見長揖。定國怒。曰：「《大明會典》大臣無拜二字王禮。」定國謝過，因請監軍，不應。
4. ↑  錢海岳《南明史·卷六十·列傳第三十六》：謹方正高潔，慷慨持大義，數折孫可望逆謀，欲殺之不果。山居窮餓，十一年秋卒。上敕召之，已無及矣。賀九儀為請卹，未下而滇京亡。